# Шимич, Марко
Ма́рко Ши́мич (хорв. Marko Šimić; род. 23 января 1988, Риека) — хорватский футболист, нападающий.

## Карьера
На молодёжном уровне Шимич выступал за команды «Риека» и «Загреб», в сезоне 2006/07 с 24 забитыми голами стал лучшим бомбардиром молодёжного первенства хорватской лиги. Летом 2007 году он подписал контракт с российским клубом «Химки», который стал первым профессиональным клубом в его карьере. В 2007 году молодой нападающий сыграл один матч в российской Премьер-лиге, а также забил четыре гола в шести матчах в турнире дублёров. В начале 2008 года не сумевший пробиться в основной состав «Химок» Шимич был отдан в годичную аренду латвийскому клубу «Даугава». В чемпионате Латвии нападающий провёл 19 матчей и забил в них три гола. Также хорват помог клубу выиграть Кубок Латвии, в финальном матче сравняв счёт и позволив победить в серии пенальти. В 2009 году Шимич продолжил выступать за «Химки», сыграв ещё три матча в Премьер-лиге и четыре игры в молодёжном первенстве.
Летом 2009 года Шимич вернулся на родину, став на правах свободного агента игроком загребского «Локомотива». В новой команде ему также не удалось закрепиться, за два сезона он сыграл лишь восемь матчей и отметился одним забитым голом, полгода провёл в аренде в клубе «Радник Сесвете». Летом 2011 года на правах свободного агента Шимич перешёл в венгерский клуб «Вашаш», за который отыграл полгода, проведя 16 матчей и забив 3 гола. В весенней части сезона 2011/12 он выступал за «Ференцварош», в составе которого отличился двумя голами в восьми матчах. После ухода из венгерской лиги летом 2012 года Шимич долгое время оставался невостребованным и лишь в ноябре подписал контракт с польским клубом «Белхатув». Сыграв за новую команду пять ничем не примечательных матчей, Шимич был отправлен тренером играть за молодёжный состав. На следующий день он договорился с руководством «Белхатува» о расторжении контракта. Весной 2013 года Шимич выступал за словенский клуб «Мура 05», который летом того же года обанкротился. С октября по ноябрь он играл у себя на родине за «Интер» из Запрешича во второй хорватской лиге.